# Eucalyptus cephalocarpa
Eucalyptus cephalocarpa är en myrtenväxtart som beskrevs av William Faris Blakely. Eucalyptus cephalocarpa ingår i släktet Eucalyptus och familjen myrtenväxter. Inga underarter finns listade i Catalogue of Life.